# موزه بین‌المللی عروسک‌های شانکار

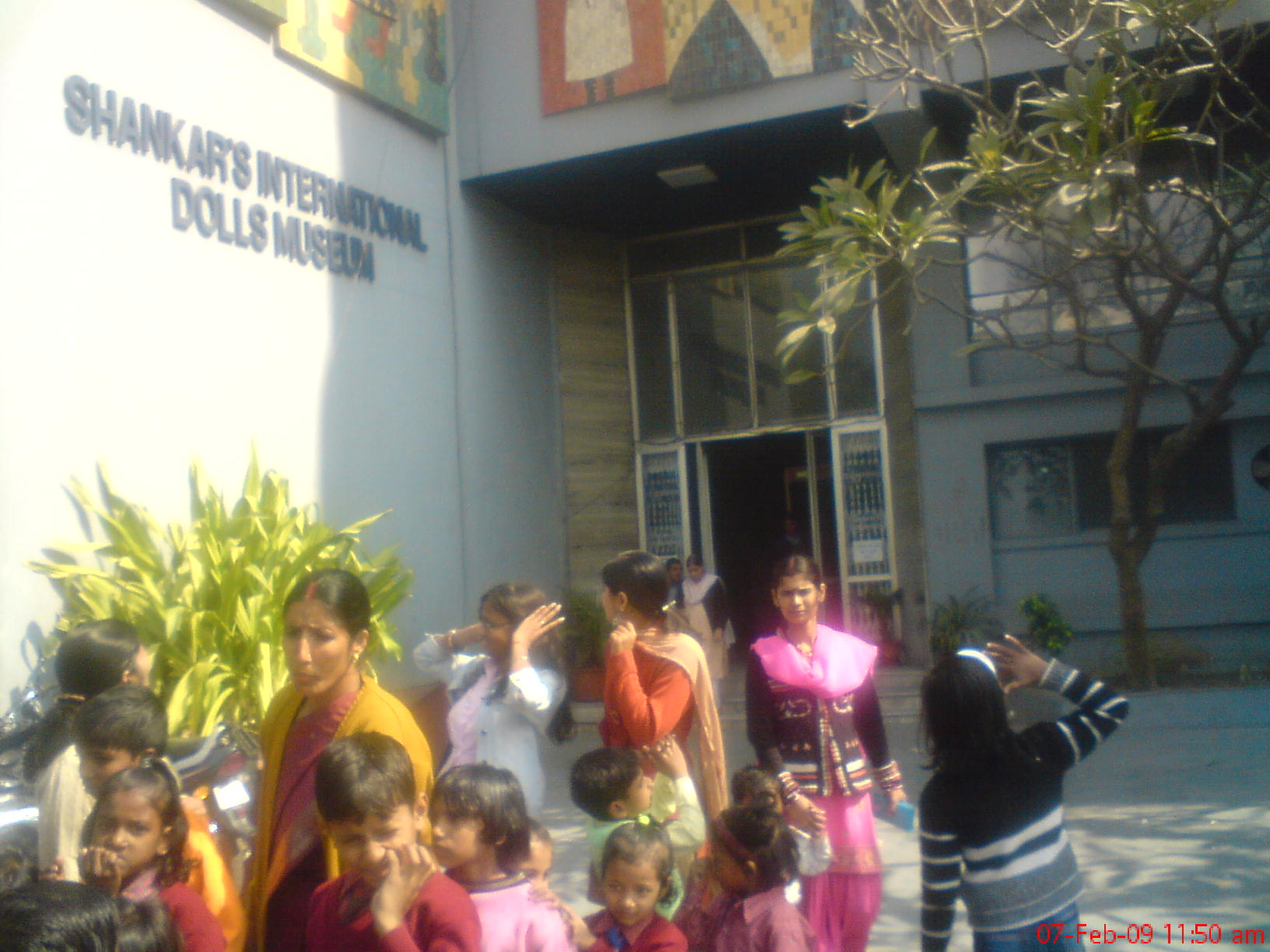
نمایی از محوطهٔ موزهٔ بین‌المللی عروسک‌های شانکار - ۲۰۰۹

شانکار مجموعه بسیار بزرگی از عروسک‌های کشورهای مختلف است. این موزه توسط کاریکاتوریست سیاسی، شانکار پیلیا با مساحت حدود ۶۵۰۰ متر مربع در دهلی هندوستان ساخته شده‌است.

## پیشینه
شانکار به دلیل فعالیت‌های سیاسی خود گاهی با سفرای خارجی ملاقات می‌کرد. روزی شانکار با دریافت هدیه ای از یک دیپلمات مجارستانی متوجه جاذبه بی نظیر عروسک‌ها شد. از آن زمان به بعد وی شروع به جمع‌آوری عروسک‌ها در سفرهای خود کرد. تا این که مجموعه کلکسیونی شانکار به اندازه ای گسترش یافت که در سال ۱۹۶۵ تصمیم به راه اندازی موزه گرفت. این موزه کار خود را با حدود هزار عروسک شروع کرد. اما امروزه تعداد آنها به ۶۵۰۰ عروسک از ۸۵ کشور مختلف رسیده‌است.

## بخش‌های مختلف موزه
عروسک‌های بخش اصلی عروسک‌هایی‌اند که دیپلمات‌های کشورهای مختلف به شانکار اهدا کرده‌اند. البته تعدادی از عروسک‌ها را شانکار در سفرهای خارجی اش خریده‌است و با خود به هندوستان برده‌است. موزه به دو بخش تقسیم شده‌است. در بخش اول عروسک‌های اروپا، آمریکا، استرالیا و نیوزلند و در بخش دوم عروسک‌های هندوستان، آسیا، آفریقا و خاورمیانه قرار دارند. این دو بخش تنها با دیواری کوچک از یکدیگر جدا شده‌اند.
مهمترین جاذبه‌های موزه عروسک‌های کابوی آمریکایی و سامورایی‌های ژاپن می‌باشند. همچنین عروسک‌های متحرک مجارستانی، مجموعه‌ای از عروسک‌های ملکه انگلستان و ارکستر زمان تایلند از جاذبه‌های کم‌نظیر موزه بین‌المللی عروسک‌ها می‌باشند.
بیمارستان عروسک‌ها نیز بخش مهم دیگری در این موزه می‌باشد. بیمارستان عروسک‌ها به مرمت و بازسای عروسک‌های بیمار می‌پردازد. این موزه بین‌المللی مجموعه ای عروسک‌ها را شامل می‌شود که در شهر دهلی کشور هند واقع شده‌است.
این نکته نیز قابل ذکر است که مساحت این موزه حدود ۴۸۰ متر مربع می‌باشد. مجموعه اصلی شامل هدایایی از نخست‌وزیر جواهر لعل نهرو و بسیاری از نخست وزیران بعدی از جمله ایندیرا گاندی و راجیو گاندی است.
همچنین چندین سفارت و نمایندگی‌های دیپلماتیک در دهلی عروسک‌هایی را به موزه هدیه دادند که به خاص بودن قسمت‌های آن افزوده‌است. موزه عروسک‌ها یکی از مشهورترین موزه‌های دهلی نو است که مجموعه عظیمی از عروسک‌ها از سراسر جهان را در خود جای داده‌است.